# 久保田酒造 (神奈川県)
久保田酒造（くぼたしゅぞう）は、神奈川県相模原市緑区にある蔵元で、創業は1844年（弘化元年）。銘柄として相模灘がある。伝統と基本に忠実に日本酒を作っている。

## 代表銘柄
- 相模灘 - 丹沢山系の伏流水を利用して醸造される日本酒[3]。相模原市への合併により「相模原の地酒」の1つとなっている[2]。蔵の前を流れる相模川から酒を船で運んだことから名付けた[4]という。
  - 相模灘本醸造 - 美山錦とアケボノを酒米に使用し、精米歩合66パーセント、アルコール分15.8パーセント[5]。
  - 相模灘純米吟醸 - 美山錦と若水を酒米に使用し、精米歩合54パーセント、アルコール分17.4パーセント[6]。
- 喜楽三年醸造 - 酒粕を原料とする焼酎で、ワイン樽で3年寝かせることでトロ味をおびたまろやかな味わいが特徴[7][5]

## 歴史
久保田家の先祖はもともとは依知村（現在の厚木市）で養蚕業を営んでいたが、相模川の水害から逃れて万治年間（1658-1661年）に津久井城と御座山の谷間を流れる串川沿いの現在地に居を移した。郡内屈指の豪農であり、1844年（弘化元年）に酒造会社として創業。1925年（大正14年）に法人化して久保田酒造株式会社となった。
古くは「楽水」を代表銘柄として醸造、のちに「相模灘」を代表銘柄とする。代々、番頭の仕切りで酒造りを行ってきたが、1990年代に当時の番頭が亡くなり廃業を検討した際、当時会社員だった久保田家の当主が1997年（平成9年）に48歳で蔵元を継いだ。当時は岩手県から杜氏を招いていたが、2006年（平成18年）以降は、その息子であり久保田酒造の専務である久保田晃とその弟・徹の兄弟で杜氏を務める。

## 久保田家

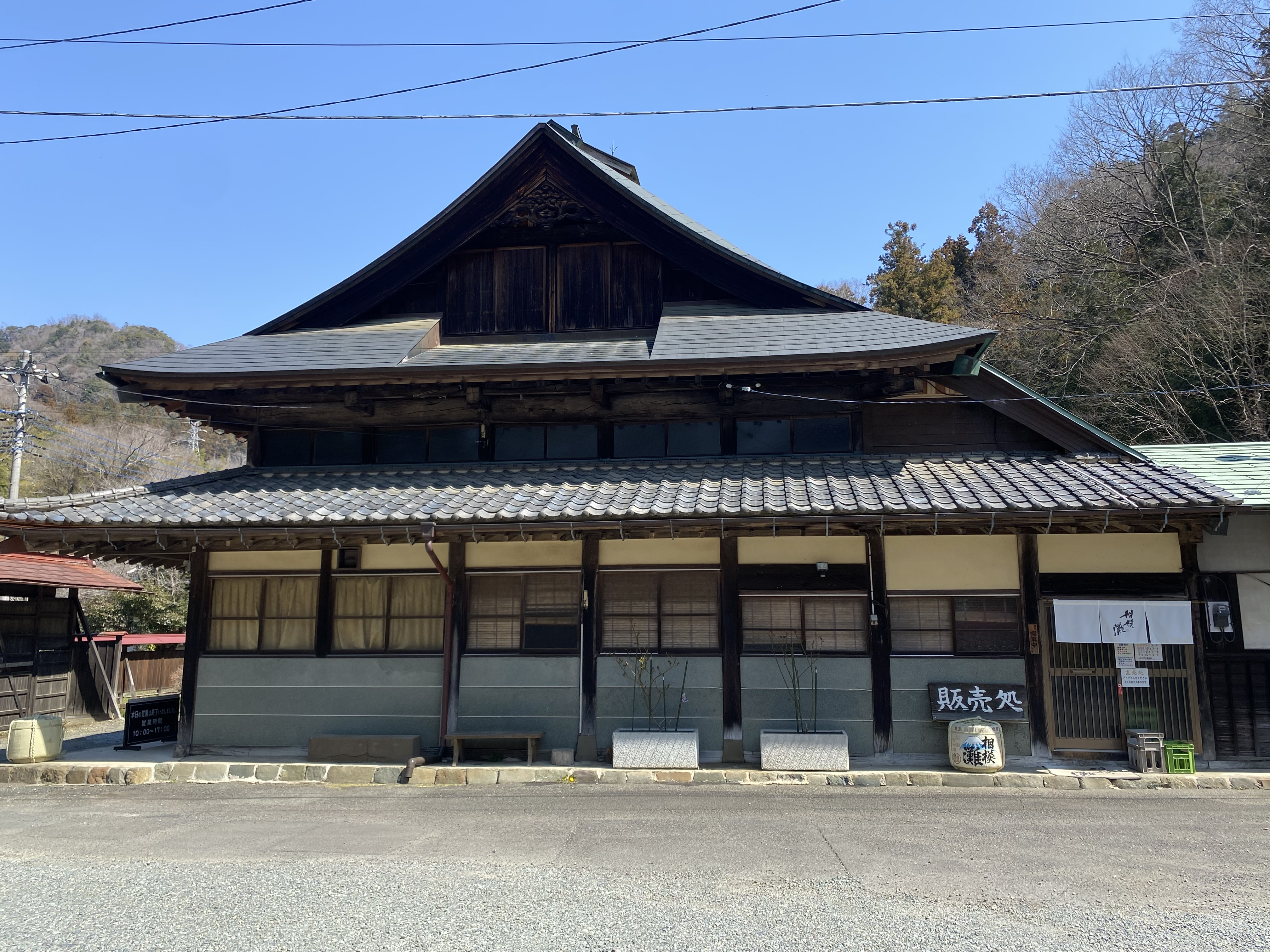
母屋

久保田家の始祖は鎌倉時代に北条氏の御家人であったと伝えられ、両替商などを営んでいた。江戸時代には織物や炭の問屋も手掛けるようになり、昭和・平成期以降も複数の会社を経営する。平成時代前半の時点で社長の安藤千正は県酒造組合役員、津久井町納税貯蓄組合支部長、相模原税務署管内協力団長会の酒造協力会会長などの公職を兼任した。
母屋は神奈川の「建築100選」に選出されており、映画のロケ地にも活用される。
会社の敷地内に久保田家累代の墓地や、酒と水にまつわり熊野神社の社殿を置く。

## 純相模原産「相模灘　相模原×山田錦」
2015年、津久井在来大豆の会の代表石井好一が「津久井で収穫した米で津久井の酒造が仕込んだ日本酒を飲めたらどんなに素晴らしいだろう」と思いつき、久保田酒造に打診。久保田酒造の快諾を受け、2020年にプロジェクトが始まった。
酒米は、相模原の土壌に適している「山田錦」を選び、2019年10月に各地を襲った台風19号で土砂崩れなどの被害を受けた相模原市緑区青根の水田を再興して育てた。
2021年に日本酒が仕込めるだけの酒米ができ、2022年に初の純相模原産となる日本酒が四合瓶で1,000本誕生した。
精米歩合は60％。ラベルは純相模原産がわかるように「相模原×山田錦」が貼られている。味は、白ワインのようなさわやかな酸味。

## その他
相模原市南区の相模女子大学では、産学連携の活動として、キャンパス内で収穫した梅の実を久保田酒造のつくる純米吟醸酒「相模灘」で漬け込んだオリジナル商品「翆想（すいそう）」を2014年から販売している。6月に収穫した梅の実を久保田酒造に持ち込み、梅の実を洗い、ヘタを取り、漬け込むなどの作業をおこない、9月頃に再び久保田酒造を訪れ、ビンのラベル貼りなどをおこなっている。

## 評価
- 1980年（昭和55年）東京国税局鑑評会で金賞 - 喜楽（本格焼酎）[8]
- 1993年（平成5年）東京国税局鑑評会で金賞 - 大吟醸相模灘（清酒）[8]

## 現地情報
所在地
神奈川県相模原市緑区根小屋702
アクセス
JR橋本駅よりバスで30分、バス停「無料庵」下車徒歩1分
見学
要予約で可能

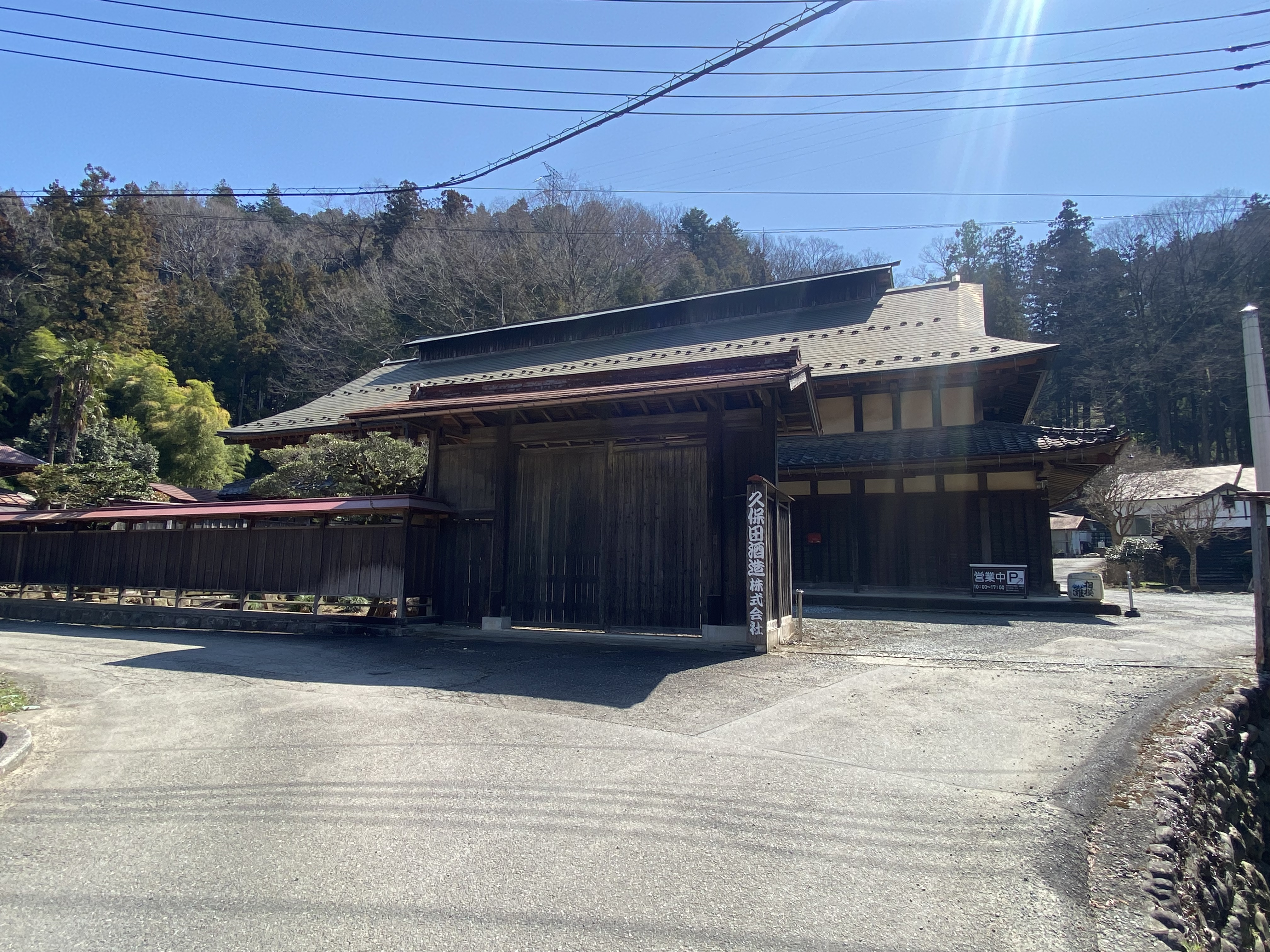
久保田酒造 正面
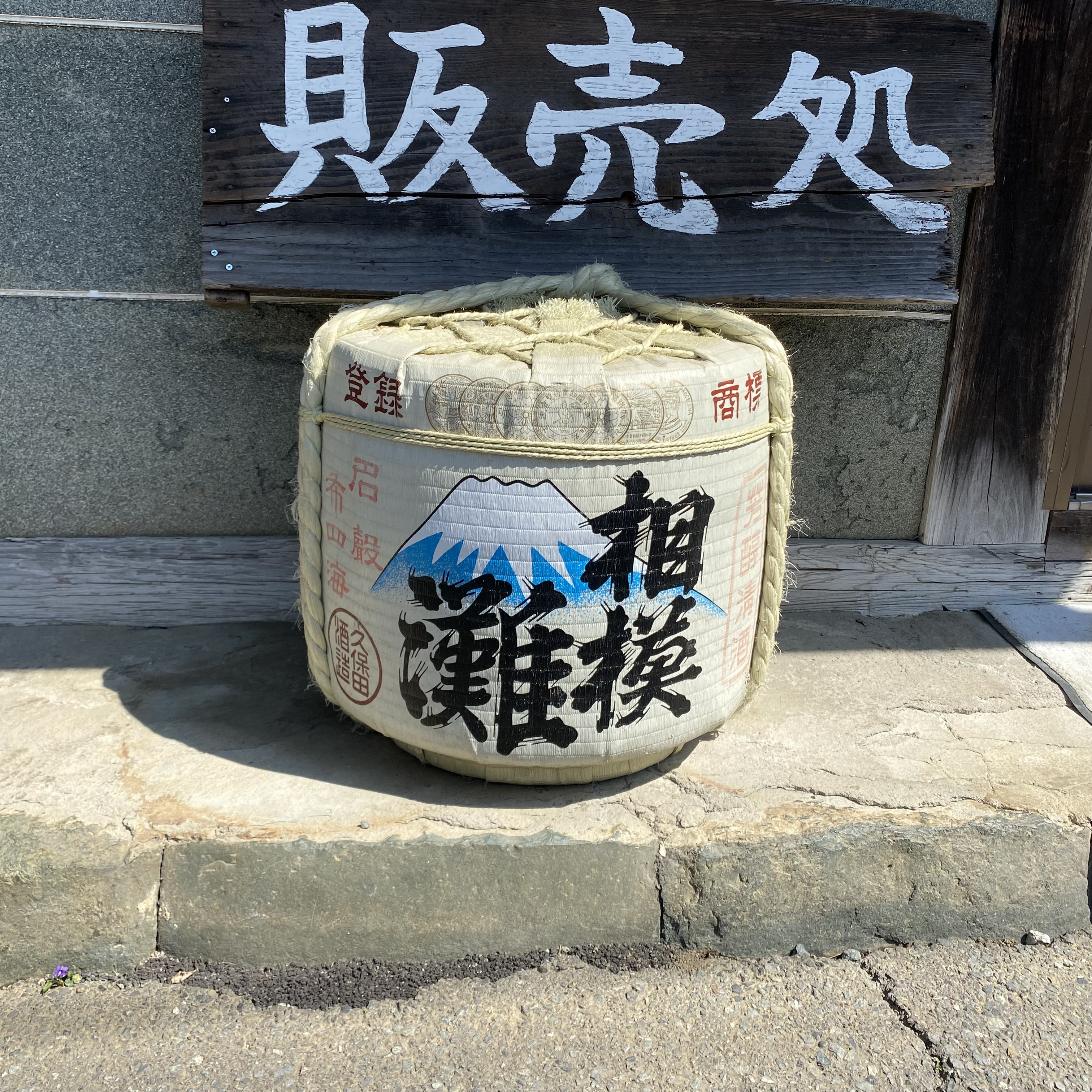
酒樽
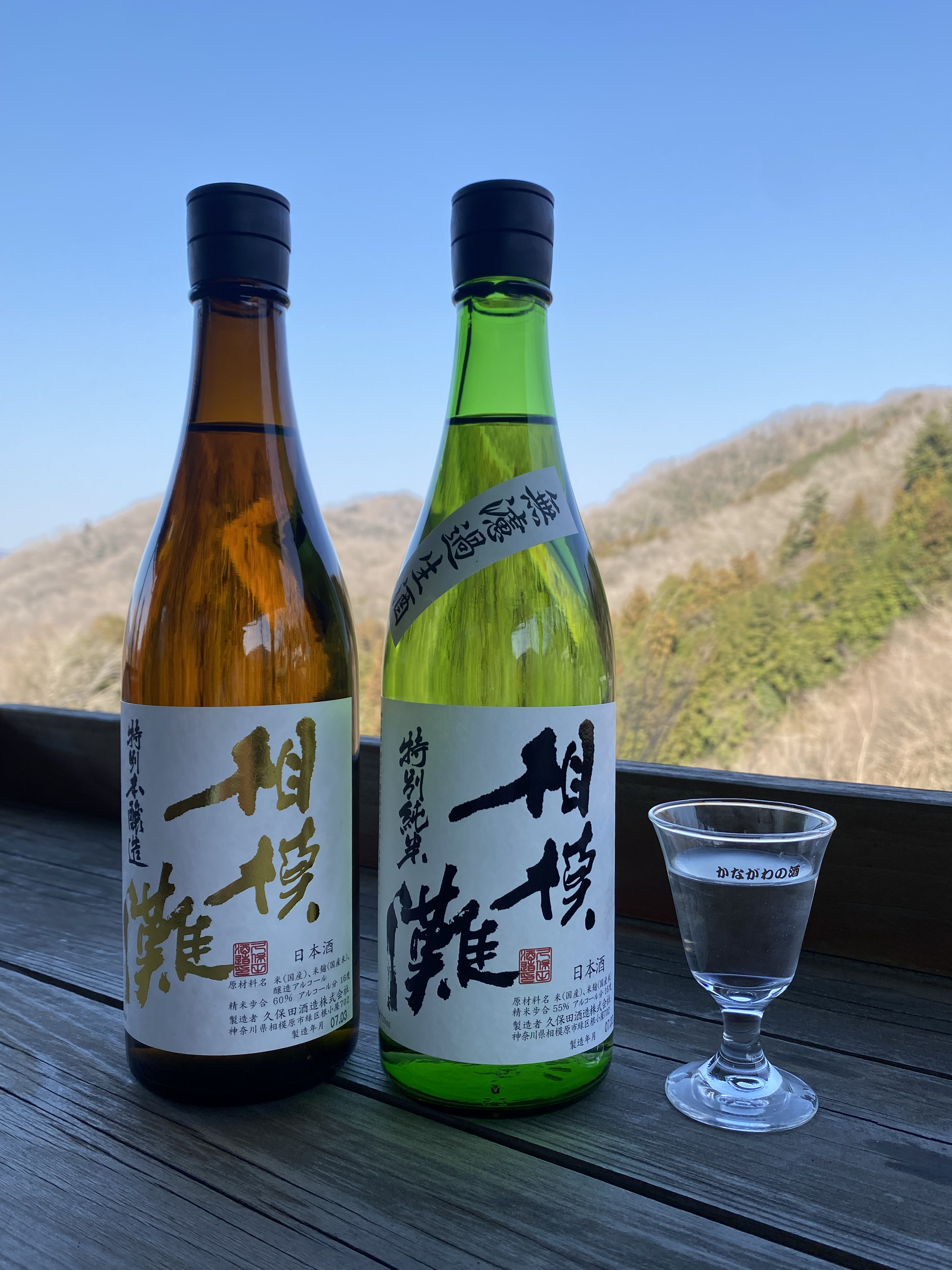
「相模灘」
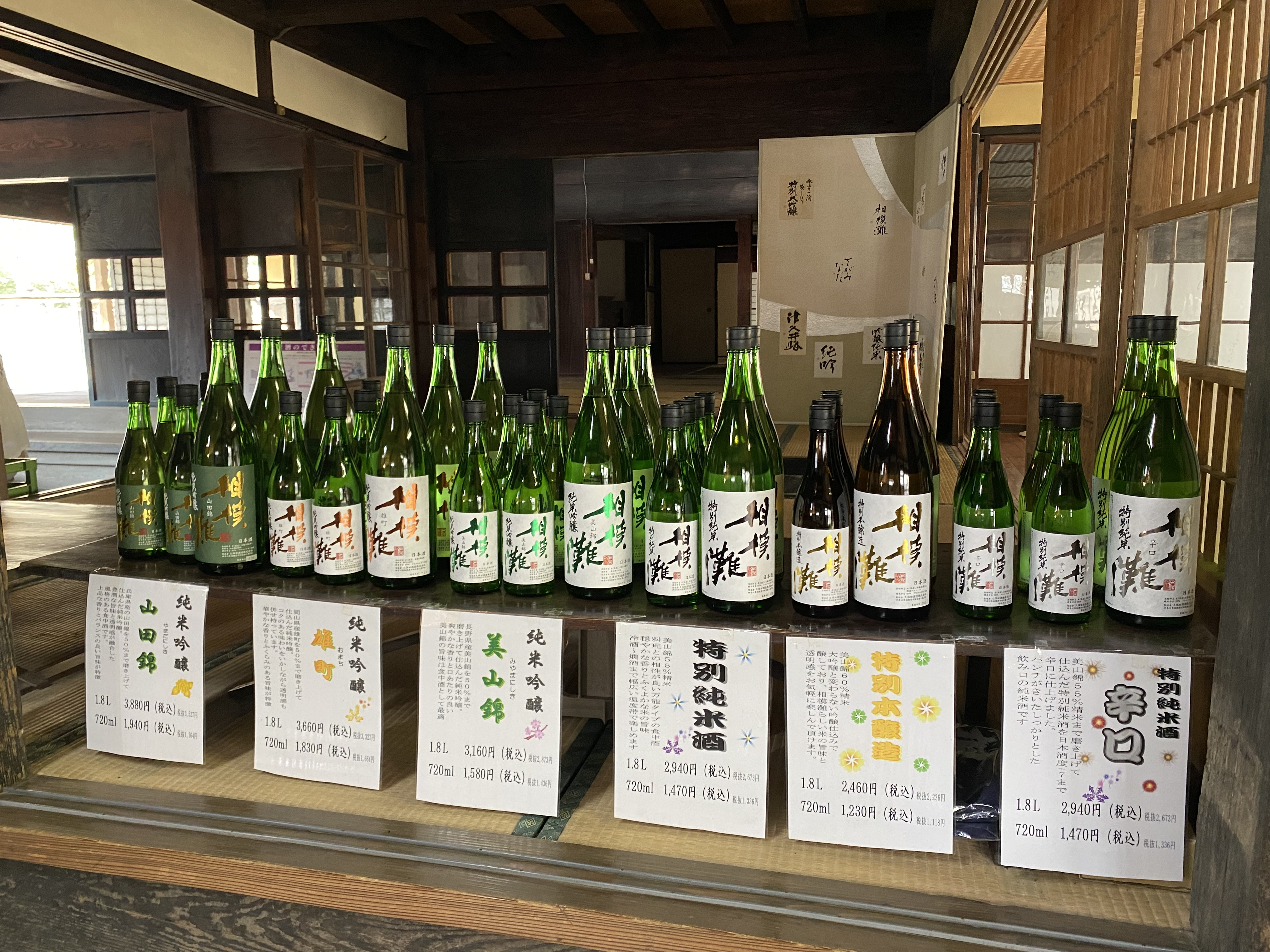
販売銘柄（2025年3月）
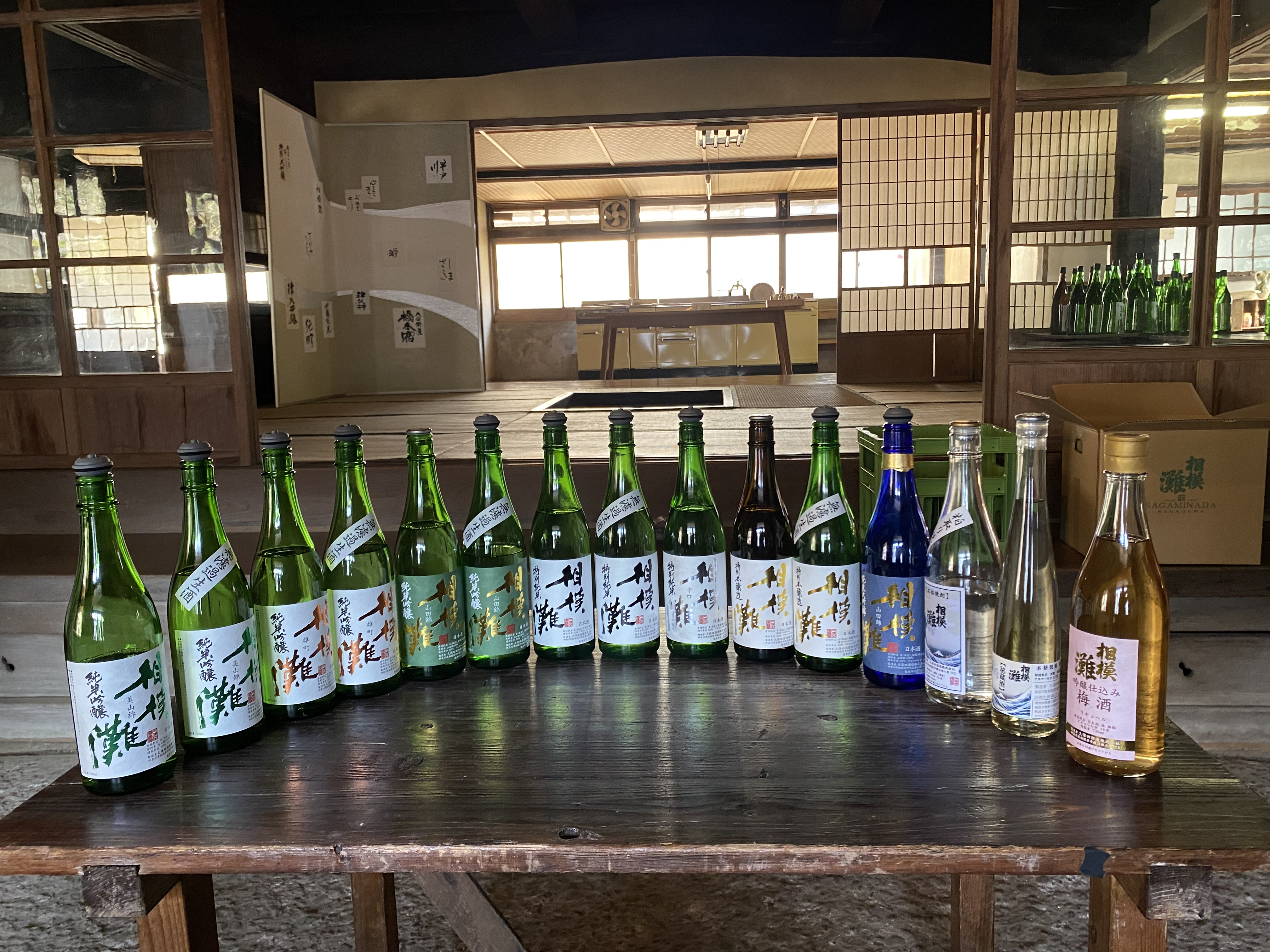
取扱銘柄（2025年3月・酒蔵見学時試飲対象銘柄）